# Lamprotes
Lamprotes is een geslacht van nachtvlinders uit de familie Noctuidae.

## Soorten
- Lamprotes c-aureum (akelei-uil) Knoch, 1781
- Lamprotes mikadina Butler, 1878